# Blagota Sekulić
Blagota Sekulić (kyrillisch: Благота Секулић; * 14. März 1982 in Titograd, SFR Jugoslawien) ist ein montenegrinischer Basketball-Spieler.

## Spielerkarriere
Sekulić begann seine Karriere bei seinem Heimatclub KK Budućnost Podgorica. Noch im Dezember des Jahres 2000 war er dort als 2,02 m großer Außenspieler gelistet. Sekulić, der auch jugoslawischer Juniorennationalspieler war, hatte schon mit 18 Jahren seine ersten kurzen Einsätze in der Euroleague. Nach einem Wachstumsschub wurde er von seinen Trainern zum Innenspieler umgeschult. Er setzte seine Karriere in den folgenden Jahren bei Partizan Belgrad sowie bei den griechischen Erstligisten AEK Athen, GS Marousi und PAOK Thessaloniki fort, bevor er im Januar 2007 einem Angebot von Real Madrid folgte, mit denen er 2007 ULEB-Cup-Champion und spanischer Meister wurde. Nach einem Engagement bei Aris Thessaloniki wechselte er im Februar 2009 zu ALBA Berlin, um Ausgleich für den verletzten Patrick Femerling zu schaffen. 2010 schaffte er mit Alba – aus seiner Sicht erneut – den Einzug in das Finalspiel um den ULEB Eurocup, welches gegen den spanischen Vertreter Power Electronics Valencia verloren ging. Nachdem die Play-offs um die Deutsche Meisterschaft enttäuschend für den Verein waren, verließ Sekulić Berlin in Richtung Italien. Nach einem Jahr bei Vanoli Cremona unterschrieb er 2011 einen Vertrag beim spanischen Verein aus Murcia. Nach dem Klassenerhalt wechselte er nach einer Saison zum Erstliga-Rückkehrer und Aufsteiger aus Teneriffa. Dieser erreichte mit ausgeglichener einen guten zehnten Platz und verpasste nur knapp den Einzug in die Play-offs um die Meisterschaft. In der folgenden Saison war Sekulić in den ersten drei Monaten der Spielzeit als effektivster Spieler der Liga zweimal Spieler des Monats. Anfang Februar 2014 kaufte ihn der verletzungsgeplagte türkische Euroleague-Klub Fenerbahçe Ülker aus seinem Vertrag heraus und Sekulić wechselte nach Istanbul, wo er unter der europäischen Trainerlegende Željko Obradović spielte. Im Sommer 2014 ging es zurück nach Teneriffa. Von 2016 bis 2018 spielte der Center bei Baloncesto Fuenlabrada. Im  September 2018 folgte der Wechsel zu San Sebastián Gipuzkoa BC.

## Erfolge
- Jugoslawischer Meister 1999 bis 2001, Pokalsieger 2001 sowie Vize im Pokal 2002 mit Budućnost Podgorica
- Meister Serbien & Montenegro mit Partizan Belgrad 2003
- Vize im Griechischen Pokal mit Marousi Athen 2006
- ULEB-Cup-Champion mit Real Madrid 2007
- Spanischer Meister und Vizepokalsieger mit Real Madrid 2007
- Deutscher Pokalsieger mit ALBA Berlin 2009
- Vize-ULEB-Eurocup-Champion mit ALBA Berlin 2010